# Mario Costa (réalisateur)
Pour les articles homonymes, voir Costa et Mario Costa.
Mario Costa est un réalisateur, scénariste, monteur et acteur italien né le 30 mai 1904 à Rome (Italie) et mort dans la même ville le 22 octobre 1995.

## Biographie
Mario Costa a commencé sa carrière dans les années 1930 en tant qu'assistant monteur, directeur de production, scénariste et auteur de quelques films entre 1936 et 1938. Après un bref passage comme monteur de films à l'Istituto Luce, il est rapidement devenu réalisateur de courts métrages. Il remporte plusieurs prix avec des films comme Fontane di Roma ou I pini di Roma, dont la médaille d'or du court-métrage à la Mostra de Venise 1941.
Il débute dans le domaine du long métrage avec La sua strada (it), qu'il écrit et monte également ; après la Seconde Guerre mondiale, il se spécialise dans les versions cinématographiques d'opéras ; à partir du milieu des années 1950, il consacre sa future carrière au film de genre, où il met en scène des films solides, mais jamais exceptionnels. Avec Buffalo Bill, le héros du Far-West, il met en scène (sous le pseudonyme ironique de John W. Fordson) l'un des premiers westerns spaghetti.
Mario Costa a été décoré de l'ordre du Mérite de la République italienne.

## Filmographie

### Comme réalisateur
- 1938 : Fontane di Roma (documentaire)
- 1941 : Pini di Roma (court-métrage)
- 1945 : Le Passé qui tue (La freccia nel fianco) (coréalisé avec Alberto Lattuada)
- 1946 : La sua strada (it)
- 1947 : L'elisir d'amore
- 1947 : Le Barbier de Séville (Il barbiere di Siviglia)
- 1948 : Une nuit de folie à l'opéra (Follie per l'opera)
- 1948 : Amours de clown (Pagliacci)
- 1950 : Cavalcata d'eroi (it)
- 1950 : La Chanson du printemps (Canzone di primavera)
- 1951 : Trieste mia!
- 1952 : La Ville mélodieuse (it) (La città canora)
- 1952 : Pardonne-moi (Perdonami!)
- 1952 : Pentimento (it) (coréalisé avec Enzo Di Gianni)
- 1953 : Marquée par le destin (Ti ho sempre amato!)
- 1953 : Pour toi, j'ai péché (Per salvarti ho peccato)
- 1954 : Les Amours de Manon Lescaut (Gli amori di Manon Lescaut)
- 1954 : Pitié pour celle qui tombe (Pietà per chi cade)
- 1955 : Prisonniers du mal (Prigionieri del male)
- 1957 : Arrivano i dollari!
- 1957 : Belles de l'air (Le belle dell'aria), coréalisé avec Eduardo Manzanos Brochero
- 1957 : Addio per sempre (it)
- 1958 : Le Chevalier du château maudit (Il cavaliere del castello maledetto)
- 1958 : Via col... paravento (it)
- 1959 : La luce sul monte
- 1959 : Les Prisonniers de la tour (I Reali di Francia)
- 1960 : La Reine des pirates (La Venere dei pirati)
- 1961 : La Bataille de Corinthe (Il conquistatore di Corinto)
- 1961 : Gordon, le chevalier des mers (Gordon, il pirata nero)
- 1962 : Le Retour du fils du cheik (Il figlio dello sceicco)
- 1962 : Le Gladiateur de Rome (Il gladiatore di Roma)
- 1963 : Les Cavaliers de la terreur (Il terrore dei mantelli rossi)
- 1964 : Buffalo Bill, le héros du Far-West (Buffalo Bill, l'eroe del far west)
- 1965 : Les Amants latins (Gli amanti latini)
- 1970 : Le Goût de la vengeance (La belva)

### Comme scénariste
- 1946 : La sua strada (it)
- 1947 : Pagliacci
- 1949 : Une nuit de folie à l'opéra (Follie per l'opera)
- 1952 : La città canora
- 1953 : Pardonne-moi... (Perdonami!)
- 1953 : Pitié pour celle qui tombe
- 1954 : Les Amours de Manon Lescaut (Gli amori di Manon Lescaut)
- 1955 : Prisonniers du mal (Prigionieri del male)
- 1970 : Le Goût de la vengeance (La belva)

### comme monteur
- 1934 : L'ultimo dei Bergerac (it)

### comme acteur
- 1939 : Terre de feu (Terra di fuoco) : le directeur de la radio